# Rasclet de Madagascar
El rasclet de Madagascar (Sarothrura insularis) és una espècie d'ocell de la família dels sarotrúrids (Sarothruridae).

## Hàbitat i distribució
Habita boscos poc densos i aiguamolls de Madagascar.